# Bucovăț (Timiș)
Bucovăț es una comuna ubicada en el distrito de Timiș, Rumania.

## Superficie
Posee una superficie de 32,52 kilómetros cuadrados.

## Demografía
Hasta 2021 la población era de 2512 habitantes, con una densidad de población de 77,24 habitantes por kilómetro cuadrado.